# ژانگ ژیندانگ
ژانگ ژیندانگ (انگلیسی: Zhang Jindong؛ زادهٔ ۱۹۶۳) کارآفرین، سرمایه‌دار و مدیر ارشد اجرایی چینی است، که در حال حاضر به‌عنوان رئیس هیئت مدیره گروه سانینگ فعالیت می‌کند. وی این شرکت را در سال ۱۹۹۰ تأسیس کرد. ژیندانگ هم‌اکنون (۲۰۱۵) با دارایی خالص ۵٫۳ میلیارد دلار در رتبه ۲۶ از ثروتمندترین افراد چین و ۳۹۳ از فهرست ثروتمندترین افراد جهان قرار دارد. در سال ۲۰۱۶ ژانگ ژیندانگ بیش از ۶۸ درصد از سهام باشگاه اینترمیلان را با قیمتی نزدیک به ۲۷۰ میلیون یورو از اریک توهیر و ماسیمو موراتی خرید. 